# Villa Turística del Embalse
Villa Turística del Embalse (también conocida como Villa del Lago) es una localidad argentina ubicada en el departamento Río Hondo de la provincia de Santiago del Estero. Se encuentra sobre el embalse de Río Hondo, 5 km al Sudoeste de Termas de Río Hondo, ciudad de la cual depende administrativamente y con la cual se encuentra prácticamente conurbada. Además de viviendas en esta villa se encuentran el autódromo municipal, un hotel resort, el club náutico, cámpines y playa. Las actividades turísticas se centran en el desarrollo náutico sobre el perilago del embalse.
En sus cercanías hay 2 hoteles 4 estrellas. La ruta que la comunica con la ciudad de Termas se encuentra poblada por residentes de sector económico medio alto; a su vez en la villa habitan muchos empresarios de Termas y hay residencias de fin de semana de residentes en Tucumán o la ciudad de Santiago del Estero.
Se observa una población joven, con importantes sectores provenientes de otros lugares de la provincia y de las provincias de Tucumán y Córdoba.
La localidad nació en los años 1960 como parte de un desarrollo de la Corporación Río Dulce, y originalmente se denominó Villa del Lago aunque mutó a Villa Turística con la inauguración del Dique Frontal. No obstante el loteo recién se inició en 1988, con 150 lotes en los cuales ya residían algunos ocupantes permanentes. Dicho loteo tenía varias consideraciones que le dieron una identidad propia de casas chalet, se establecía que debían estar rodeadas de jardines y un espacio de 3 metros a la medianera y 6 metros al frente libres, más la prohibición de actividades como depósitos, fábricas, casas de departamento o sanatorios. El autódromo dio un nuevo impulso a la zona, y se espera que el Aeropuerto Internacional aporte positivamente a la zona.

## Población
Cuenta con 47 habitantes (Indec, 2010) de forma estable, lo que representa un descenso del 55% frente a los 106 habitantes (Indec, 2001) del censo anterior.
| Gráfica de evolución demográfica de Villa Turística del Embalse entre 1991 y 2010 |
|                                                                                   |
| Fuente: Censos nacionales del INDEC                                               |